# Diploglena
Diploglena capensis es una especie de araña araneomorfa de la familia Caponiidae. Es el único miembro del género monotípico Diploglena. Se encuentra en  Sudáfrica y Namibia.

## Lista de subespecies
Según The World Spider Catalog 12.0:
- Diploglena capensis capensis Purcell, 1904 d'Sudáfrica
- Diploglena capensis major Lawrence, 1928 de Namibia